# Stéphanos II d'Ibérie
Stéphanos II (en géorgien : სტეფანოზ II, Step'anoz II) est un prince-primat d'Ibérie de la dynastie des Chosroïdes, qui règne de 637/642 à 650 selon la chronologie rectifiée de Cyrille Toumanoff.

## Biographie
Fils et successeur d'Adarnassé Ier, Stéphanos poursuit la politique pro-byzantine de son père et reçoit probablement de l'empereur le titre de « patrice ». Toutefois, en 645, il est forcé de reconnaître le Calife comme son suzerain lorsque les Arabes arrivent en Géorgie. Il meurt en 650 et Adarnassé II lui succède.

## Chronologie
La chronologie des différentes versions de la Chronique géorgienne ne relève  pour une période de 147 ans comprise entre 639 et 786 que les règne de trois générations de rois : Stéphanos II d'Ibérie (639-663), ses deux fils Mihr et Artchil (663-748), et de ses deux petits-fils (fils d’Artchil) Ioané et Djouancher (718-786).
Le caractère irréaliste d’une telle succession a amené Cyrille Toumanoff à effectuer une révision de la chronologie sur la base de la fixation de la date de la mort du roi Artchil Ier le Martyr à 786 et à envisager le fait que Stéphanos II et ses descendants directs ne régnaient pas sur l’ensemble de l’Ibérie mais seulement sur la Kakhétie.

## Épigraphe controversée
La plaque extérieure de l'église de la Sainte-Croix de Mtskheta mentionne les principaux constructeurs de cette église : « le Patrice Step'anoz », « l'hypatos Démétré » et « l'hypatos Adrnersé », qui étaient traditionnellement identifiés avec Stéphanos Ier, Démétrè et Adarnassé Ier. Toutefois, dans une étude menée par le professeur Cyrille Toumanoff, ce dernier propose, du fait de la réputation d'impiété du Gouaramide Stéphanos Ier soulignée par les Chroniques et confirmée par son alliance avec les Sassanides, d'identifier ces personnages avec Stéphanos II d'Ibérie, Démétrè et Adarnassé II d'Ibérie.

## Descendance
Selon la Chronique géorgienne, il aurait eu deux fils :
- Mihr, prince de Kakhétie ;
- Artchil, prince de Kakhétie.

Selon la chronologie rectifiée de Cyrille Toumanoff, un seul :
- Adarnassé II, prince-primat d'Ibérie et père d'Étienne II, lui-même père des princes de Kakhétie Mihr et Artchil.